# NGC 5050
NGC 5050 est une galaxie lenticulaire vue par la tranche et située dans la constellation de la Vierge. Sa vitesse par rapport au fond diffus cosmologique est de 6 221 ± 40 km/s, ce qui correspond à une distance de Hubble de 91,8 ± 6,5 Mpc (∼299 millions d'al). NGC 5050 a été découverte par l'astronome allemand Albert Marth en 1864.